# Ceropegia ballyana
Ceropegia ballyana ist eine Pflanzenart aus der Unterfamilie der Seidenpflanzengewächse (Asclepiadoideae). Sie kommt nur in Kenia vor.

## Merkmale

### Erscheinungsbild, Sprossachse und Blatt
Ceropegia  ist eine ausdauernde krautige Pflanze. Es werden Faserwurzeln gebildet. Die blaugrünen, glatten, windenden Sprossachsen sind bis zu 3 Meter lang und sind bei einem Durchmesser von 3 bis 5 mm im Querschnitt zylindrisch. 
Die Laubblätter sind in Blattstiel und Blattspreite gegliedert. Der 5 bis 15 mm lange Blattstiel besitzt auf der Oberseite eine Längsfurche mit behaarten Rand. Die leicht sukkulenten Blattspreiten sind bei einer Länge von 3 bis 9 cm sowie einer Breite von 2 bis 6 cm eiförmig, elliptisch bis verkehrt-eiförmig und enden stumpf bis spitz, teilweise sind sie auch verjüngt zugespitzt. Die Blattflächen sind glänzend dunkel- bis hellgrün, die Blattadern treten weißlich hervor.

### Blütenstand und Blüte
Der fleischige Blütenstandsschaft ist 3 bis 10 cm lang. Der Blütenstand ist vielblütig. Die Blüten öffnen sich nacheinander, meist ist nur eine Blüte geöffnet. Der Blütenstiel ist 1,5 bis 3 cm lang. 
Die zwittrigen Blüten sind zygomorph und fünfzählig mit doppelter Blütenhülle. Die fünf bewimperten, 1 bis 3 cm langen Kelchblätter sind lanzettlich bis schmal-lanzettlich und gerade abgespreizt. Die Blütenkrone ist 7 bis 12 cm lang. Die fünf Kronblätter sind im unteren Teil zu einer außen glatten Kronröhre (Sympetalie) verwachsen. Die Kronröhre besitzt innen und außen eine weißlich-grün bis gelbliche Grundfarbe, die mit rotbraunen Punkten oder Flecken gesprenkelt ist. Der zylindrische, manchmal auch andeutungsweise fünfeckige „Kronkessel“ ist 10 bis 25 mm lang und hat einen Durchmesser von 9 bis 16 mm. Die Kronröhre verengt sich abrupt auf einen Durchmesser von 2 bis 4 mm. Sie erweitert sich trichterförmig zur Mündung der Blütenkrone hin auf 12 bis 25 mm Durchmesser und ist innen spärlich behaart. Die 3 bis 6 cm langen Kronblattzipfel sind an der Basis schmal dreieckig und zum Ende hin fadenförmig verlängert, die Spitzen sind verwachsen und bilden eine käfigartige Struktur. Die Flächen („Lamina“) der Kronzipfel sind entlang der Längsachse nach außen gebogen und die Ränder sind mit weißen oder purpurfarbenen Haaren besetzt. Die innere Hälfte der „Lamina“ ist spärlich behaart und weist eine grüngelbe Grundfarbe mit einem feinen roten Punktmuster auf. Die äußere Hälfte der Zipfel ist spiralig verdreht, grün bis dunkelpurpurn gefärbt und teilweise gefleckt. Die kurz gestielte, kahle Nebenkrone ist an der Basis schalenförmig verwachsen, sie misst 5 mm im Durchmesser und ist 5 mm hoch. Die Nebenkrone ist grünlich gefärbt mit purpurfarbenen Flecken. Die Zipfel der interstaminalen, äußeren Nebenkrone sind horizontal abgespreizt bis aufsteigend und bei einer Länge von etwa 2 mm dreieckig mit tief eingeschnittenen Enden, die in zwei spitz-dreieckige Fortsätzen auslaufen. Die Zipfel der staminalen inneren Nebenkrone sind bei einer Länge von etwa 3 mm linealisch, stehen aufrecht und neigen sich über dem Gynostegium zusammen. Die Pollinien sind breit-eiförmig und messen 0,4 × 0,28 mm.

### Frucht und Same
Die paarigen, glatten Balgfrüchte stehen parallel; oft ist eine Frucht kürzer als die andere Frucht. Die blaugrüne Balgfrucht weist einen Durchmesser von 0,8 bis 1 cm und eine Länge von 10 bis 20 cm auf. Sie Samen sind 10 bis 15 mm lang und 3 bis 5 mm breit. Der Haarschopf ist 2 bis 6 cm lang.

### Ähnliche Arten
Ceropegia ballyana ist nahe verwandt mit Ceropegia albisepta, von der sie sich durch die Größe der Blüten und die Länge der Sprossachsen unterscheidet. 

## Verbreitung
Ceropegia ballyana kommt in der Matthews Range, Laikipia County, der Rift Valley-Provinz in Kenia vor. 

## Taxonomie
Die Erstbeschreibung erfolgte 1951 unter dem Namen Ceropegia helicoides durch Eileen Adelaide Bruce und Peter René Oscar Bally. Diese Schreibweise ist jedoch als Variante der Schreibweise helicoidea zu werten. Ceropegia helicoides ist somit ein jüngeres Homonym von Ceropegia helicoidea Choux (publiziert 1925) und damit ein illegitimer Name. Arthur Allman Bullock ersetzte ihn deshalb mit dem Namen Ceropegia ballyana. Das Artepitheton ballyana ehrt den Botaniker und Co-Autoren der Erstbeschreibung Peter René Oscar Bally.

## Belege